# Горихвістка чорна
Горихві́стка чо́рна (Phoenicurus ochruros) — вид птахів родини мухоловкових (Muscicapidae). Поширений в Європі, на заході Північної Африки, у Західній і Центральній Азії, де населяє переважно культурні ландшафти. В Україні гніздовий, перелітний птах. Перебуває під охороною Бернської і Боннської конвенцій.

## Опис

### Морфологічні ознаки

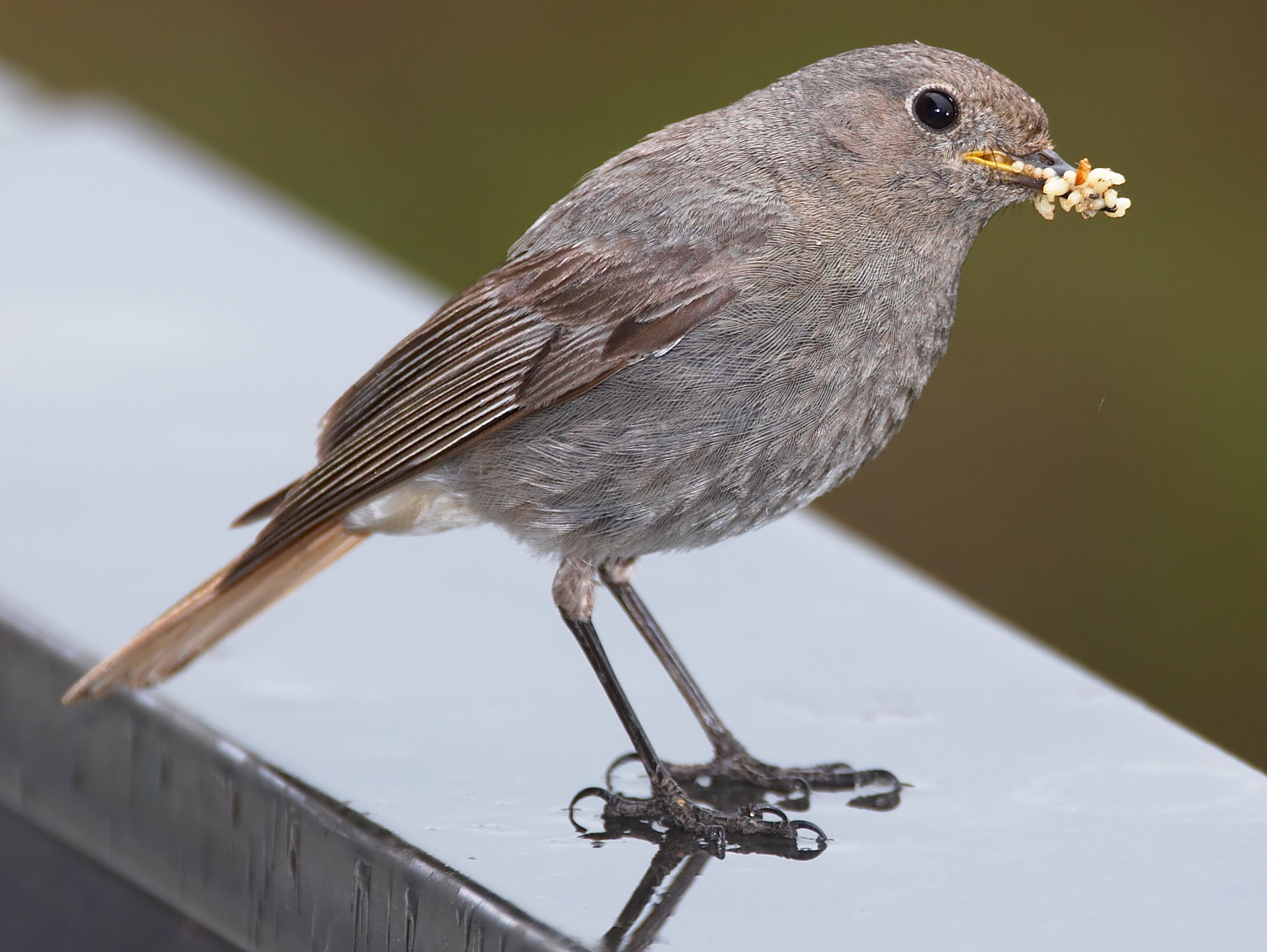
Самка зі здобиччю

Дрібний (менший за горобця) птах з яскраво-рудим хвостом, який майже весь час характерно тремтить. Маса тіла 14—19 г, довжина тіла близько 14 см. У дорослого самця у шлюбному вбранні верх темно-сірий; лоб, вуздечка, щоки, покривні пера вух, горло і воло чорні; груди і черево темно-сірі; надхвістя руде; підхвістя світло-руде; махові пера чорні, біла облямівка другорядних махових пер утворює на складеному крилі добре помітну світлу пляму; хвіст рудий, крім бурих центральних стернових пер; дзьоб і ноги чорні. У позашлюбному вбранні у самця чорні пера з сірою верхівкою. Доросла самка однотонно сірувато-бура, за винятком рудих надхвістя і хвоста, а також світло-рудого підхвістя. Молодий птах схожий на дорослу самку, але пера з темною верхівкою.

### Голос

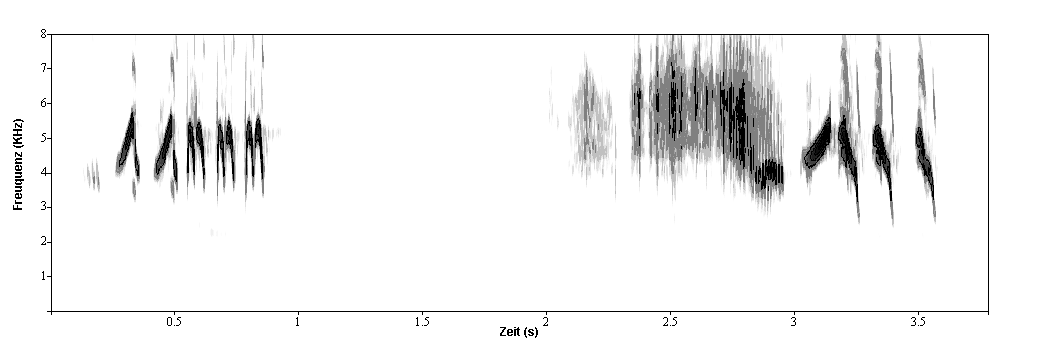
Сонограма пісні горихвістки чорної

Пісня досить примітивна і зазвичай складається з трьох частин, що тривають від 2,5 до 4 сек. Спочатку птах видає коротку хрипку трельку «джир-тітітітіті», в якій гучність поступово зростає. Після секундної паузи слідує довга доволі груба трель, яка в другій половині переходить у більш розмірену третю фазу, щось на кшталт «чьєер-чер-чер-чер-черр». Мелодія може повторюватися кілька разів поспіль, послідовність частин нерідко міняється місцями. Фінальна фаза може мати різні варіанти, як у географічно ізольованих популяцій, так і в окремих особин. Наприклад, у птахів із Центральної Азії спів більш одноманітний - перша й остання частини складаються з ідентичних звуків.
Крім територіальної пісні часто видає короткі свисти «фіть» і клацання «тек», нерідко комбінуючи їх у різноманітні варіації. Ці звуки використовуються під час спілкування між птахами, під час збудження або як сигнал тривоги. Гучне і різке клацання «тек-тек» часто свідчить про наближення наземного хижака.

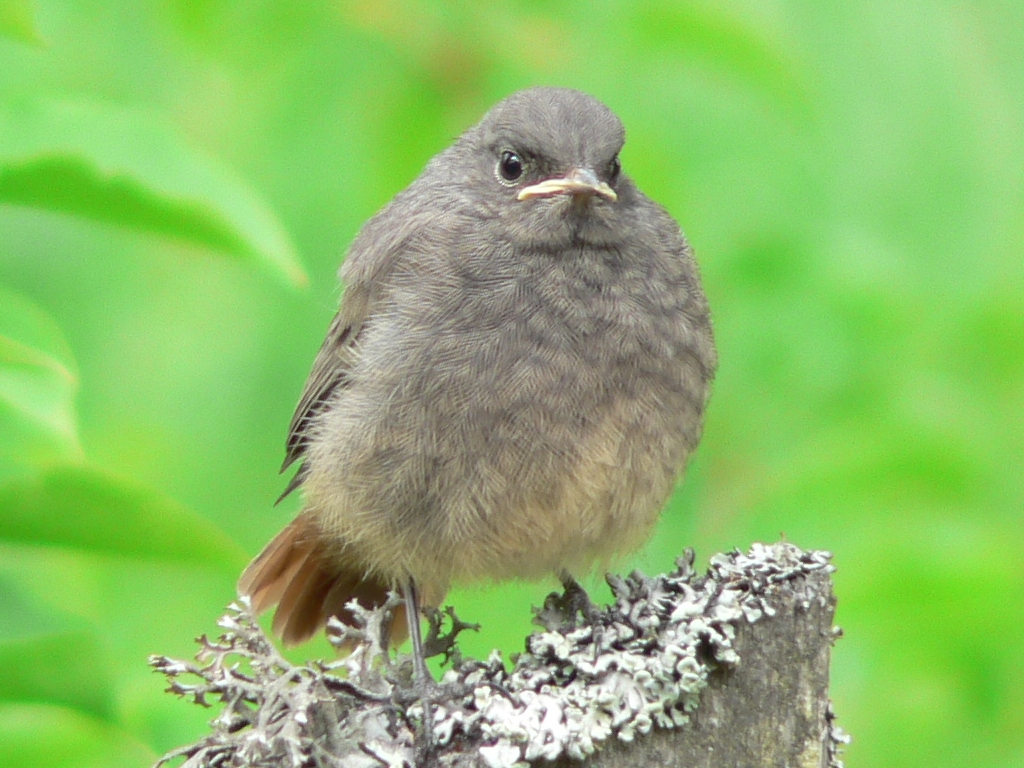
Молода особина

У Центральній Європі неголосний спів птаха можна почути рано вранці в березні або червні; зазвичай він починається за годину, іноді за дві до світанку. Таким чином, горихвістки чорні прокидаються одночасно з чорними дроздами, і в Альпах тільки спів звичайної кам'янки може зазвучати в ще більш ранню годину. З невеликими перервами спів триває аж до вечірніх сутінків, що особливо характерно для початку сезону розмноження. У гарну погоду птах витрачає на спів близько 6 годин на добу, при цьому повторюючи один і той самий куплет з варіаціями до 5000 разів. Зрідка спів чути і вночі.

## Поширення та чисельність
Горихвістка чорна широко поширена від південної і центральної Європи, північно-західної Африки, Великої Британії та Ірландії на південь до Марокко, на схід — до центрального Китаю. Це осілий птах у південних частинах ареалу та перелітний у північних і східних районах гніздування; мігрує взимку у південну і західну Європу та Азію, а також північну Африку. В Україні поширені як гніздові птахи на всій території, крім більшої частини Криму.
Чисельність в Європі дуже велика, оцінена в 4—8,8 млн. пар, в Україні — 200—355 тис. пар
З кінця 2000-х років відзначається стійке збільшення гніздових птахів на лівобережжі Дніпра, в районі Полтави, відліт на зимівлю яких відмічено в останніх числах жовтня, а весняний приліт у ці місця - в перших числах квітня, хоча в нічний час температура опускалася до 0°С. Проте щільність рівнинних популяцій залишається значно нижчою, ніж у горах.

### Міграції

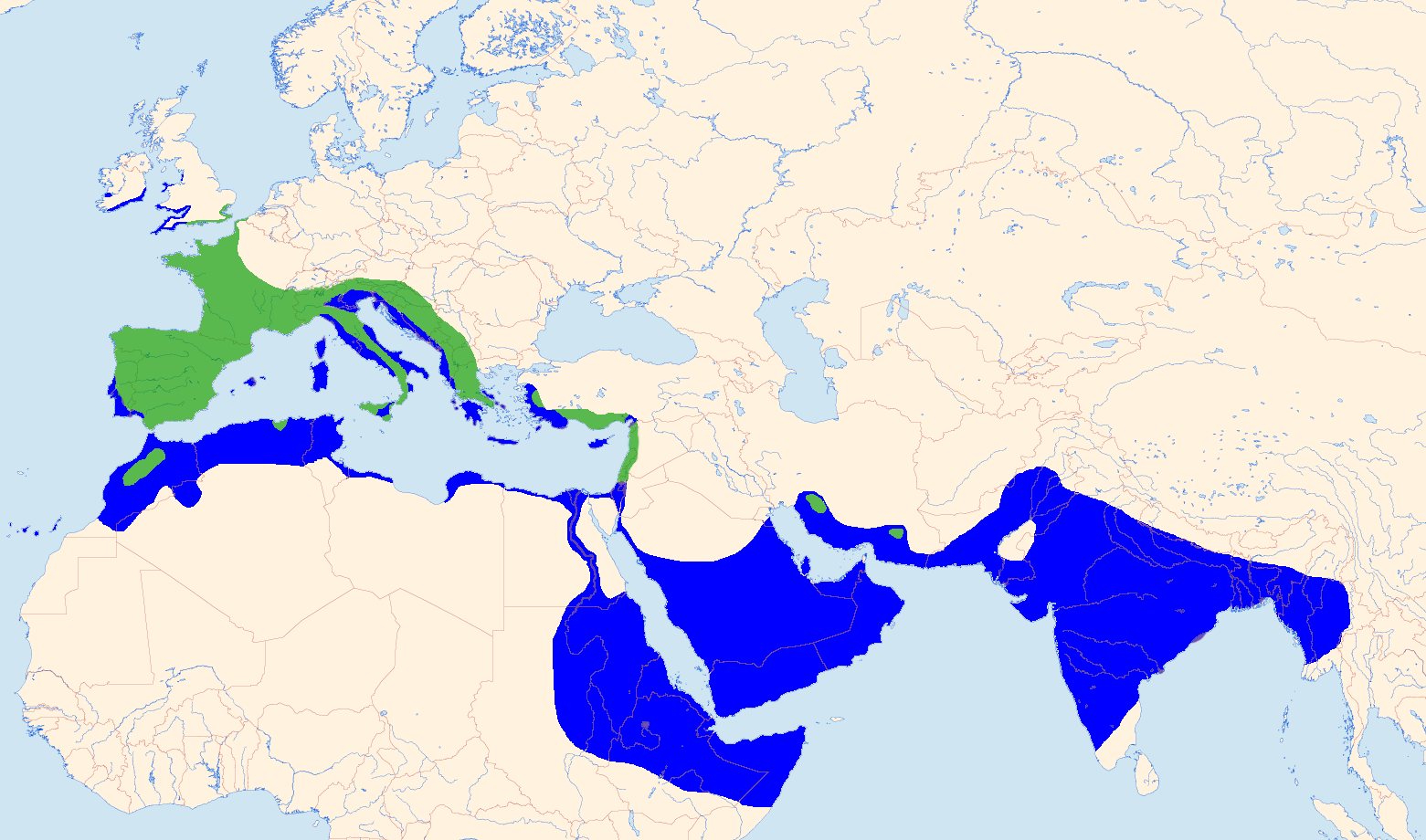
Зимовий ареал:
Місця зимівель
Осілі популяції

Більшість птахів із Північної та Центральної Європи переміщується лише на невеликі відстані і зимує в районах, прилеглих до Середземного моря, на північ від Сахари і на Синайському півострові. Північна межа зимівель приблизно збігається з лінією січневої ізотерми +7,5...+10 °C. Порівняно з іншими комахоїдними птахами дуже пізно залишає гніздування і рано повертається: так, у середній Європі перші самці з'являються в першій декаді березня, а масовий відліт припадає на другу половину жовтня; у Карпати птахи прибувають наприкінці березня - на початку квітня і відлітають на початку жовтня.
Популяції Західної і Південної Європи, як правило, ведуть осілий спосіб життя або здійснюють вертикальні кочівлі, в холодні зими спускаючись з альпійського поясу в довколишні долини. У Центральній Азії та на західних схилах Гімалаїв - типово перелітні птахи, їхні зимові стоянки розташовані в пониззі на північному заході Індії, у Пакистані, південному Ірані, на Аравійському півострові, на плоскогір'ї в Ефіопії і Сомалі. Зі східних схилів Гімалаїв, Тибету та західного Китаю горихвістки переміщуються на північ М'янми і південь Індії.

### Місця проживання

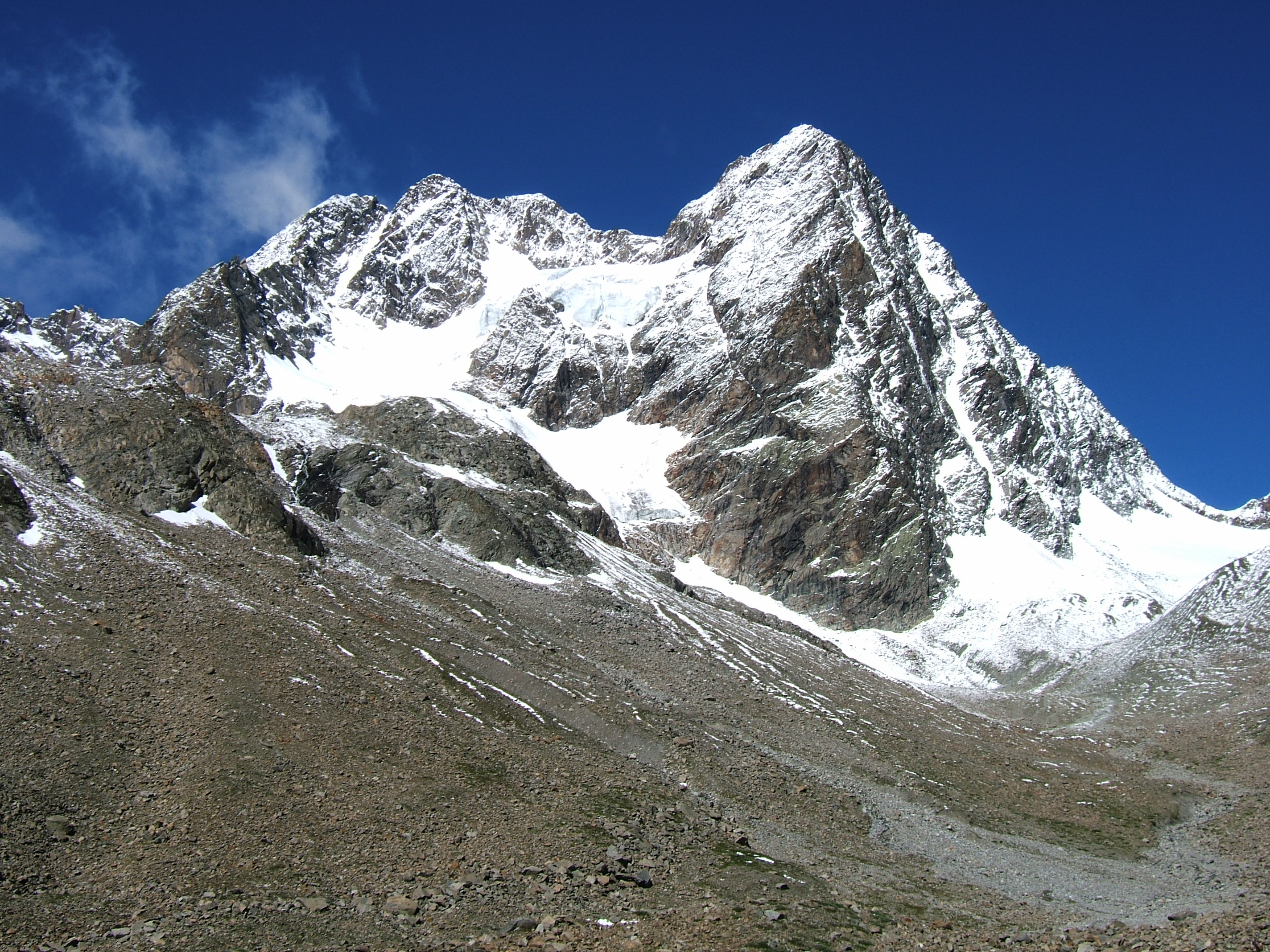
Горихвістка гніздиться високо в горах аж до лінії снігу. На знімку - гора Вільдшпітце, Ецтальські Альпи

У виборі місця проживання горихвістка чорна надзвичайно пластична. Це єдиний у Західній Палеарктиці вид, що селиться в усіх географічних поясах від рівня моря до альпійських лугів, будучи відсутнім лише вище лінії снігу. Вона однаково добре себе почуває в гірських районах із сухим і вологим кліматом, а також легко пристосувалася до життя в населених пунктах.
У дикій природі віддає перевагу відкритим, вільним від густої рослинності просторам. Зазвичай в обраному ландшафті присутні оголені кам'янисті плечі або будови з кам'яною чи цегляною кладкою, що їх замінюють, на яких птах влаштовує свої гнізда або використовує для сідала. Кліматичні особливості та будова ландшафту особливої ролі не відіграють: наприклад, у Монголії птах гніздиться на пологих галькових схилах гір і височин із рідкісним травостоєм, у посушливих долинах Гімалаїв обирає стрімчасті ущелини та оголені скелі, у високогірних районах Європи та Азії оселяється на околицях льодовиків, уламках пісковиків і серед нагромадження валунів. У Альпах трапляється на висоті до 3200 м над рівнем моря (хребет Горнерграт) , у Гімалаях до 5700 м над рівнем моря .
Діапазон вторинних біотопів, у яких у процесі розселення облаштувалася горихвістка чорна, надзвичайно широкий і, на перший погляд, далеко не завжди має відношення до первинного гірського способу життя, хоча такий зв'язок усе ж таки існує. Ключовим фактором тут є наявність відкритих площ із низькорослою трав'янистою рослинністю, де птах знаходить собі прожиток. Вибір місця для гнізда не настільки критичний, птахи легко пристосовуються до найрізноманітніших умов. Вторинні біотопи можуть розташовуватися як у населених пунктах, так і за їх межами, проте так чи інакше пов'язані з результатом людської діяльності. Серед прикладів таких місць проживання можна назвати залізничні насипи, гірничі виробки, виноградники і практично будь-які типи житлових і промислових будівель. У Європі близько 90 % всієї популяції птахів мешкає поблизу від людського житла.
Схильність до відкритих просторів зберігається протягом усього року, а також під час нічного відпочинку. Міські птахи в другій половині літа охоче відвідують прилеглі сільськогосподарські угіддя, особливо землі, що перебувають під паром або засіяні кукукурудзою поля. Популярність мають місця для пікніків по берегах річок, особливо в негоду. З іншого боку, густіші очеретові зарості уникають, незважаючи на велику кількість у них комах і відносну велику кількість місця.

## Розмноження

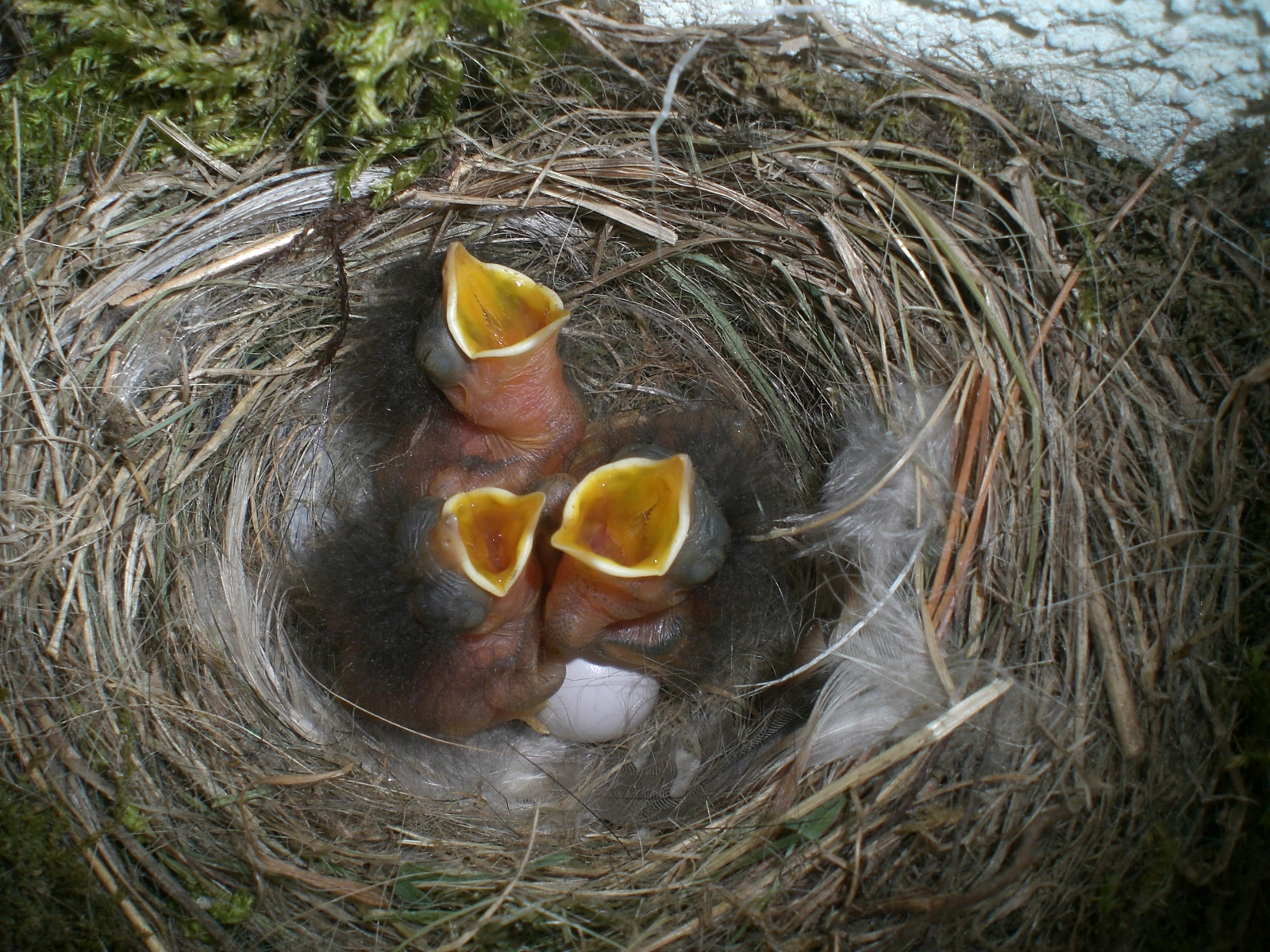
Пташенята в гнізді

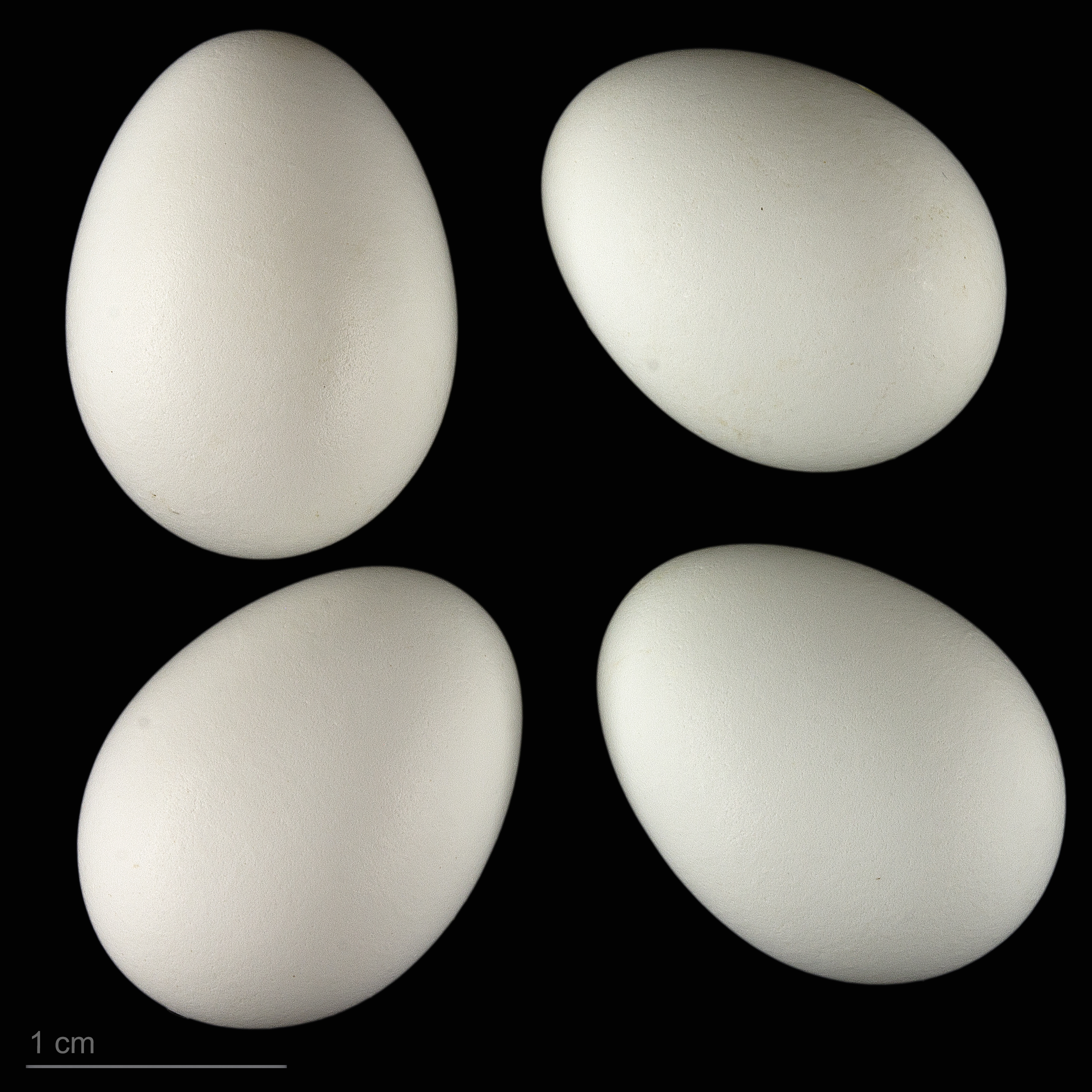
яйце Phoenicurus ochruros gibraltariensis - Тулузький музей

Населяє переважно культурний ландшафт, рідко   гори. Гніздиться в містах, селищах та селах. Улюбленими місцями гніздування є багатоповерхові будівлі на стадії будівництва, а також старі або нежилі будівлі.
Гніздиться окремими парами. Гнізда розміщує в різноманітних порожнинах, виїмках та тріщинах будівель, на горищах, під карнизами, у внутрішніх приміщеннях, іноді в купі каміння або цегли. Може займати штучні гніздівлі напівзакритого типу, що розміщені в прихованих місцях; іноді займає старі гнізда ластівок.
Гніздо зроблене з великої кількості сухих стебел з листям трав'янистих рослин, соломи, різноманітного волосся — все це складене в конструкцію, яка тримає форму, пружне на дотик. Вистилка включає волосся, шерсть, пір'я. У гніздах, що споруджені у містах, основним будівельним матеріалом слугують повсть, клоччя, вовняні нитки, та інший аналогічний матеріал.
У повній кладці 5, рідше 4 або 6 яєць. Шкаралупа злегка блискуча, чисто-біла з ледь помітним блакитним відтінком, рідше з червонувато-коричневими крапками.
У горихвістки чорної буває, як правило, дві кладки: перша — наприкінці квітня — в травні; друга — в червні — липні. Насиджує самка протягом 12—13 діб. Пташенята залишають гніздо у віці 12—16 діб.

## Живлення
Кормом для горихвістки чорної є комахи, павуки, багатоніжки; взимку — частково плоди (наприклад, бузина, малина тощо).

## Охорона
Вид занесений до Додатку ІІ Бернської (охоронна категорія: підлягає особливій охороні) і Додатку ІІ Боннської (охоронна категорія: стан виду є несприятливим) конвенцій.

## Систематика
Виділяють 5—8 підвидів.
Група phoenicuroides об'єднує форми з Центральної та Східної Азії:
- P. o. phoenicuroides (F. Moore, 1854)
- P. o. rufiventris (Vieillot, 1818)
- P. o. xerophilus (Stegmann, 1928)

Група ochruros об'єднує форми із Західної Азії та Європи: 
- P. o. ochruros (S. G. Gmelin, 1774)
- P. o. semirufus (Hemprich & Ehrenberg, 1833)

Група gibraltariensis об'єднує з Європи та Африки: 
- P. o. gibraltariensis (J. F. Gmelin, 1789)
- P. o. aterrimus (von Jordans, 1923)